# Pierre-Percée
Pierre-Percée is een gemeente in het Franse departement Meurthe-et-Mosellein de regio Grand Est en maakt deel uit van het arrondissement Lunéville. De gemeente telde 96 inwoners op 1 januari 2022.

## Geschiedenis
Pierre-Percée maakte deel uit van het kanton Badonviller tot het op 22 maart 2015 werd opgeheven en de gemeenten werden opgenomen in het kanton Baccarat.

## Geografie
De oppervlakte van Pierre-Percée bedraagt 9,93 vierkante kilometer; Op 1 januari 2022 was de bevolkingsdichtheid 9,7 inwoners per km².
De onderstaande kaart toont de ligging van Pierre-Percée met de belangrijkste infrastructuur en aangrenzende gemeenten.

## Demografie
Onderstaande figuur toont het verloop van het inwonertal.